# Шевчук, Андрей Иванович
Андрей Иванович Шевчук (род. 8 марта 1970 года) — российский легкоатлет, специализирующийся в метании копья, мастер спорта России международного класса. Участник летних Олимпийских игр 1992 года. Победитель Игр доброй воли 1994 года. Подполковник в отставке.

## Биография
Начал заниматься лёгкой атлетикой в детско-юношеской спортивной школе № 1 г. Камышина. Затем переехал в Волгоград, где стал тренироваться под руководством Николая Дмитриевича Каратаева, благодаря которому добился высоких результатов.
Дебютировал на международной арене в 1989 году на чемпионате Европы среди юниоров, где с результатом 73,04 м занял третье место. В 1992 году в составе Объединённой команды участвовал в Олимпийских играх в Барселоне, где с результатом 77,74 м занял в финале 8 место. Личный рекорд (85,70 м) установил в 1993 году на соревнованиях в Братиславе. Двукратный серебряный призёр чемпионатов России (1994, 1995).
Закончил спортивную карьеру из-за последствий травмы плеча, полученной на одной из тренировок перед соревнованиями в Италии.
В 2016 году решением центрального совета общества «Динамо» Андрей награждён медалью «За верность» в честь 10-летия спортклуба Федеральной службы охраны Российской Федерации, в котором бывший спортсмен работает с момента его создания. В настоящее время Андрей занимает должность инструктора по спорту высшей категории.

## Основные результаты

### Международные
| Год                  | Соревнования                   | Место проведения        | Место | Результат |
| СССР                 | СССР                           | СССР                    | СССР  | СССР      |
| -------------------- | ------------------------------ | ----------------------- | ----- | --------- |
| 1989                 | Чемпионат Европы среди юниоров | Вараждин, Югославия     | 3     | 73,04 м   |
| Объединённая команда |                                |                         |       |           |
| 1992                 | Олимпийские игры               | Барселона, Испания      | 8     | 77,74 м   |
| Россия               |                                |                         |       |           |
| 1993                 | Кубок Европы                   | Рим, Италия             | 3     | 79,16 м   |
| 1994                 | Игры доброй воли               | Санкт-Петербург, Россия | 1     | 82,90 м   |
| 1994                 | Чемпионат Европы               | Хельсинки, Финляндия    | 15    | 78,56 м   |

### Национальные
| Год  | Соревнования                         | Место проведения | Место | Результат |
| ---- | ------------------------------------ | ---------------- | ----- | --------- |
| 1994 | Чемпионат России                     | Санкт-Петербург  | 2     | 79,58 м   |
| 1995 | Чемпионат России по длинным метаниям | Адлер            | 2     | 77,00 м   |